# Парубочий, Иосиф Семёнович
Иосиф Семёнович Парубо́чий (укр. Йосип Семенович Парубочий, род. 22 марта 1933, село Оглядов) — украинский советский деятель, председатель колхоза. Депутат Верховного Совета УССР, лауреат Шевченковской премии 1986 года, заслуженный агроном УССР.

## Биография
Родился 22 марта 1933 года в селе Оглядов (ныне Шептицкий район, Львовская область, Украина) в крестьянской семье.
С 1952 года — агроном районного земельного отдела Лопатинского райисполкома Львовской области. Служил в Советской армии.
В 1955—1956 годах — участковый агроном Лопатинской машинно-тракторной станции Львовской области.
В 1956—1970 годах — председатель колхоза имени Карла Маркса села Куликов Радеховского района Львовской области.
Член КПСС с 1957 года.
В 1965 году окончил Львовский сельскохозяйственный институт.
В 1971—1991 годах — председатель колхоза имени Ярослава Галана село Узловое Радеховского района Львовской области. Возглавлял рабочую группу по застройке села Узлового. Отвечал за координацию совместных усилий проектировщиков Львовского филиала «УкрНИИгипросельхоз», подрядчика — треста «Львовсельстрой» и других заинтересованных организаций.
С 1992 года — председатель сельскохозяйственного коллективного предприятия агрофирмы имени Маркияна Шашкевича, село Узловое Радеховского района Львовской области.
Позже вышел на пенсию, продолжая жить в данном селе.
Избирался депутатом Верховного Совета УССР 10-11-го созывов.

## Награды и премии
- орден Ленина
- Государственная премия УССР имени Т. Г. Шевченко (1986) — за озеленение села Узловое Радеховского района Львовской области.
- медали
- заслуженный агроном УССР (1968) .